# Thomas Pichon
Pour les articles homonymes, voir Pichon.
Thomas Pichon, dit « Thomas Tyrrell », né le 30 mars 1700 à Vire et mort le 25 novembre 1781 à Jersey, est un espion, traître et auteur français.

## Biographie
Fils de marchands de Vire, Thomas Pichon commence à Paris des études de médecine qu’il abandonne par manque d’argent avant de devenir précepteur dans une grande famille. En 1726, il épouse une riche veuve parisienne de 20 ans son aînée. De 1741 à 1748, il travaille dans diverses administrations hospitalières de l’armée en Bohême, en Bavière et en Hollande. Trop honnête pour s’enrichir, comme il était de coutume, sur les dos des soldats, Pichon se fait des ennemis mortels de ceux qu’il empêche de gruger les finances militaires. Ceci oblige, en juin 1751, son protecteur le comte d’Argenson à le faire passer en Nouvelle-France sous prétexte d’accompagner comme secrétaire le comte Jean-Louis de Raymond nommé gouverneur de l’Île Royale.
Affecté au fort Beauséjour, en octobre 1753, il s’y lie avec les capitaines anglais George Scott et John Hussey du fort Lawrence. En 1754, déçu par l’attitude de l’administration française en Acadie et estimant que son dévouement n’est pas payé de retour, il décide de se mettre au service du gouvernement de l’Angleterre qu’il estime moins oppressif. À partir de septembre, il communique aux Anglais de Fort Lawrence, tous les documents auxquels il a accès sous le nom de « Tirel » qu’il dit être d’origine anglaise du côté de sa mère. Le 16 juin 1755, les Anglais prennent le fort Beauséjour et simulent sa détention avant de le faire passer en Angleterre où Lord Halifax lui fait obtenir une pension annuelle de 200 £.
En 1756, il rencontre à Londres l’écrivaine Marie Leprince de Beaumont avec qui il vivra à partir de 1758, se faisant passer pour son mari. En 1760, il publie à Londres chez Nourse ses Lettres et mémoires pour servir à l’histoire naturelle, civile et politique du Cap Breton depuis son établissement jusqu’à la reprise de cette île par les Anglais en 1758 en français et en anglais. En 1763, il envisage de quitter l’Angleterre pour la Savoie pour rejoindre Jeanne Marie Leprince de Beaumont, mais y renonce à la perspective de perdre sa pension s’il quitte le territoire anglais. Vers 1769, il s’installe à Jersey où il mourra en 1781 à l’âge de 81 ans en léguant l’intégralité de sa fortune et son immense bibliothèque à sa ville natale de Vire à la condition expresse que le contenu n’en soit pas dispersé, ce que la Révolution devait faire une décennie plus tard.
L’historien canadien, A. J. B. Johnston, a publié un roman qui a Thomas Pichon comme personnage principal.

## Publications
- Lettres et mémoires pour servir à l'histoire naturelle, civile et politique du Cap Breton, depuis son établissement jusqu'à la reprise de cette Isle par les Anglois en 1758, La Haye, Pierre Gosse / Londres, John Nourse, 1760, [New York, Johnson Reprint, 1966].